# Szawkat Rachmonow
Szawkat Bachtibajewicz Rachmonow (ur. 23 października 1994 w Shoʻrchi) – kazachski zawodnik mieszanych sztuk walki (MMA) pochodzenia uzbeckiego. Były mistrz M-1 Global oraz KMMAF w wadze półśredniej. Od 2020 roku związany z największą organizacją MMA na świecie - UFC.

## Życiorys
Urodzony w Uzbekistanie otrzymał kazachskie obywatelstwo w 2017 roku. Jego dziadek miał na imię Rahman, tak więc mieszkając w sąsiednim państwie przyjął nazwisko o lokalnym posmaku. Jego rodzice są Kazachami, jednak pochodzą z dwóch różnych plemion. 
Ma młodszą siostrę, Sorę Rachmonow, która również jest zawodniczką mieszanych sztuk walki.
Jest muzułmaninem.

## Osiągnięcia

### Mieszane sztuki walki
Amatorskie:
- 2013: Mistrz świata amatorskiego MMA w wadze półśredniej[8]
- 2014: Mistrz Azji amatorskiego MMA w wadze półśredniej[9]
- 2014: Srebrny medalista mistrzostw świata amatorskiego MMA w wadze półśredniej[10]
- 2015: Srebrny medalista mistrzostw świata amatorskiego MMA w wadze półśredniej[11]

Zawodowe:
- 2018: Mistrz KMMAF w wadze półśredniej
- 2019: Mistrz M-1 Global w wadze półśredniej

## Lista walk w MMA
| Wynik   | Bilans | Przeciwnik (bilans przed walką) | Rozstrzygnięcie                                               | Runda | Czas | Rozgrywki                                                     | Data       | Miejsce          | Uwagi                                                                        |
| ------- | ------ | ------------------------------- | ------------------------------------------------------------- | ----- | ---- | ------------------------------------------------------------- | ---------- | ---------------- | ---------------------------------------------------------------------------- |
| Wygrana | 19-0   | Ian Machado Garry (15-0)        | Decyzja (jednogłośna)                                         | 5     | 5:00 | UFC 310                                                       | 07.12.2024 | Las Vegas        | Eliminator do walki o pas mistrzowski UFC w wadze półśredniej. Co-Main Event |
| Wygrana | 18-0   | Stephen Thompson (17-6-1)       | Poddanie (duszenie zza pleców)                                | 2     | 4:56 | UFC 296                                                       | 16.12.2023 | Las Vegas        |                                                                              |
| Wygrana | 17-0   | Geoff Neal (15-4)               | Poddanie (duszenie zza plećów w stójce)                       | 3     | 4:17 | UFC 285                                                       | 04.03.2023 | Las Vegas        | Limit umowny do 79,4 kg. Neal nie wykonał wagi. Bonus za walkę wieczoru.     |
| Wygrana | 16-0   | Neil Magny (26-8)               | Poddanie (duszenie gilotynowe)                                | 2     | 4:58 | UFC on ESPN: Tsarukyan vs. Gamrot                             | 25.06.2022 | Las Vegas        | Bonus za występ wieczoru.                                                    |
| Wygrana | 15-0   | Carlston Harris (17-3)          | KO (kopnięcie obrotowe na głowę i ciosy pięściami w parterze) | 1     | 4:10 | UFC Fight Night: Hermansson vs. Strickland                    | 05.02.2022 | Las Vegas        | Bonus za występ wieczoru.                                                    |
| Wygrana | 14-0   | Michel Prazeres (26-3)          | Poddanie (duszenie zza pleców)                                | 2     | 2:10 | UFC Fight Night: Gane vs. Volkov                              | 26.06.2021 | Las Vegas        |                                                                              |
| Wygrana | 13-0   | Alex Oliveira (22-8-1)          | Poddanie (duszenie gilotynowe)                                | 1     | 4:40 | UFC 254                                                       | 24.10.2020 | Abu Zabi         | Debiut w UFC. Limit umowny -78 kg.                                           |
| Wygrana | 12-0   | Tiago Varejão (28-6-1)          | TKO (ciosy pięściami)                                         | 1     | 4:50 | M-1 Challenge 102                                             | 28.06.2019 | Astana           | Obronił pas mistrzowski M-1 Global w wadze półśredniej. Main Event           |
| Wygrana | 11-0   | Daniil Prikaza (11-3-1)         | TKO (ciosy pięściami)                                         | 2     | 2:20 | M-1 Challenge 101                                             | 30.03.2019 | Ałmaty           | Zdobył wakujący pas mistrzowski M-1 Global w wadze półśredniej. Main Event   |
| Wygrana | 10-0   | Rinat Sayakbaev (10-4-1)        | TKO (przerwanie przez narożnik)                               | 2     | 5:00 | Kazakhstan Mixed Martial Arts Federation: Battle of Nomads 11 | 08.12.2018 | Tałdykorgan      | Obronił pas mistrzowski KMMAF w wadze półśredniej. Co-Main Event             |
| Wygrana | 9-0    | Faridun Odilov (8-1-2)          | TKO (ciosy pięściami)                                         | 3     | 3:03 | Kazakhstan Mixed Martial Arts Federation: Battle of Nomads 10 | 12.05.2018 | Astana           | Zdobył pas mistrzowski KMMAF w wadze półśredniej.                            |
| Wygrana | 8-0    | Levan Solodovnik (5-2)          | Poddanie (duszenie trójkątne rękoma)                          | 2     | 4:42 | M-1 Challenge 87                                              | 09.02.2018 | Sankt Petersburg |                                                                              |
| Wygrana | 7-0    | Jun Yong Park (3-2)             | Poddanie (duszenie zza pleców)                                | 2     | 1:51 | Kazakhstan Mixed Martial Arts Federation: Battle of Nomads 9  | 07.08.2016 | Hwasun           | Limit umowny -79,8 kg.                                                       |
| Wygrana | 6-0    | Marcelo Brito (13-7)            | KO (cios na korpus)                                           | 1     | 1:37 | M-1 Challenge 67                                              | 04.06.2016 | Baku             |                                                                              |
| Wygrana | 5-0    | Adil Boranbayev (13-3-1)        | Poddanie (duszenie zza pleców)                                | 2     | 4:51 | Kazakhstan Mixed Martial Arts Federation: Battle of Nomads 7  | 30.04.2016 | Astana           |                                                                              |
| Wygrana | 4-0    | Michał Wiencek (5-2)            | Poddanie (duszenie gilotynowe)                                | 1     | 0:49 | M-1 Challenge 59                                              | 03.07.2015 | Astana           |                                                                              |
| Wygrana | 3-0    | Bartosz Chyrek (4-1)            | KO (cios pięścią)                                             | 1     | 2:51 | M-1 Challenge 57                                              | 02.05.2015 | Orenburg         |                                                                              |
| Wygrana | 2-0    | Marcus Vinicios (8-8)           | TKO (ciosy pięściami)                                         | 1     | 4:58 | Kazakhstan Mixed Martial Arts Federation: Battle of Nomads 2  | 30.11.2014 | Ałmaty           |                                                                              |
| Wygrana | 1-0    | Adam Tsurov (2-1)               | Poddanie (duszenie trójkątne rękoma)                          | 1     | ?    | M-1 Challenge 52                                              | 17.10.2014 | Nazrań           |                                                                              |